# جامعة العلوم الإسلامية الفریدية
جامعة العلوم الإسلامية الفريدة ( الأردية: جامعہ العلوم الاسلامیہ الفریدیہ) هي جامعة إسلامية ديوبندية تقع بالقرب من مسجد فيصل في القطاع E-7 في إسلام آباد ، باكستان . تأسست الجامعة عام ١٩٧١م على يد الشيخ الحديث مولانا عبد الله غازي. 